# Kazuya Iwakura
Kazuya Iwakura (født 26. april 1985) er en tidligere japansk fodboldspiller.
Han har spillet for flere forskellige klubber i sin karriere, herunder Yokohama FC og Tokyo Verdy.